# Matt Cedeño

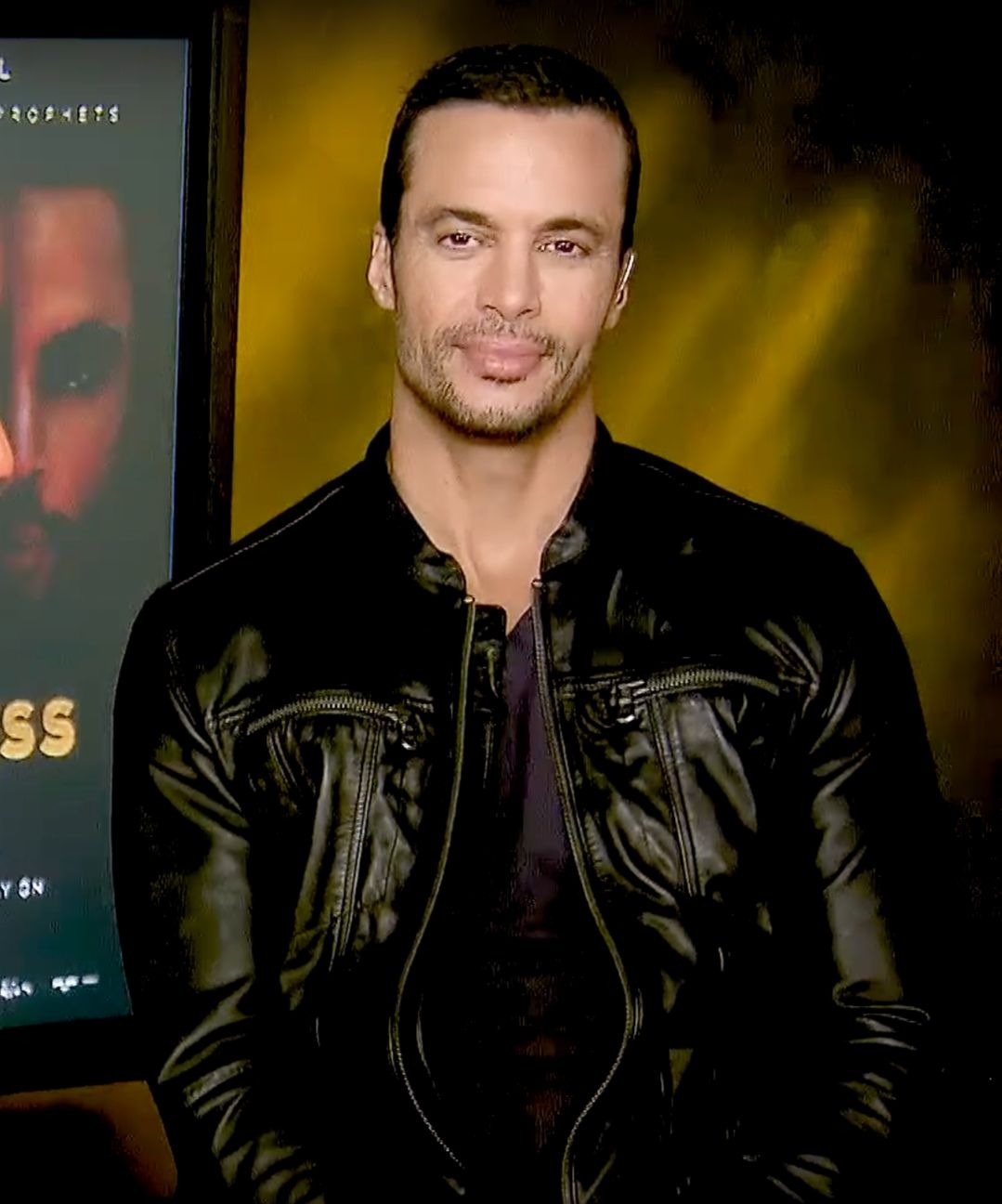

Matt Cedeño (nacido el 14 de noviembre de 1974) es un ex modelo y actor de televisión estadounidense, conocido principalmente por sus papeles como Brandon Walker en la telenovela de NBC Days of Our Lives (1999-2005), y como Alejandro Rubio en la comedia dramática de Lifetime Devious Maids (2013-2014).

## Vida y carrera
Cedeño nació en Moses Lake, Washington, su padre es afrocubano y su madre irlandés-inglesa. Se convirtió en modelo haciendo presentaciones en Milán, España, Nueva York y Los Ángeles, donde Cedeño hizo malabarismos, junto con académicos, hasta que terminó la escuela. Cedeño se casó con Erica Franco el 31 de julio de 2009, y su hijo, Jaxson Cruz, nació el 7 de agosto de 2013.
Cedeño es conocido por su papel como Brandon Walker en la telenovela diurna de NBC Days of Our Lives de 1999 a 2005. Ha sido nominado tres años seguidos por un premio ALMA como Actor Destacado en un drama diurno por su trabajo como Brandon Walker. Interpretó a un joven boxeador en la película del 2000 Price of Glory (Jimmy Smits interpreta el mismo personaje años más tarde). Ha aparecido como actor invitado en Boy Meets World, CSI: Miami, It's Always Sunny in Philadephia y The Mentalist.
Cedeño apareció en el episodio número cien de la serie de comedia dramática de ABC Desperate Housewives como Umberto Rothwell, el marido gay de Edie Britt (Nicollette Sheridan). En 2013, tuvo un papel recurrente en la comedia dramática de Lifetime Devious Maids durante la temporada 1 y parte de la temporada 2, interpretando a otro personaje gay llamado Alejandro Rubio. Sin embargo, su personaje fue asesinado en la temporada 2.
También ha protagonizado la serie de televisión de Syfy Z Nation.

## Filmografía
| Año             | Título                            | Personaje           | Notas                                                                                        |
| --------------- | --------------------------------- | ------------------- | -------------------------------------------------------------------------------------------- |
| 1997            | Life with Roger                   | Kyle                | Episodio: "The Boxer Rebellion"                                                              |
| 1997            | Boy Meets World                   | Sergio              | Episodio: "Last Tango in Philly"                                                             |
| 1999            | The Suburbans                     | Tito                | Film                                                                                         |
| 2000            | 28 Days                           | Bob Ramirez         | No acreditado                                                                                |
| 2000            | Price of Glory                    | Arturo Ortega joven | Film                                                                                         |
| 2000            | Days of Innocence                 | Michael Moreno      | No acreditado                                                                                |
| 1999-2005       | Days of Our Lives                 | Brandon Walker      | Habitual de la serie                                                                         |
| 2005            | CSI: Miami                        | Gary                | Episodio: "10-7"                                                                             |
| 2005            | Romancing the Bride               | Carlos              | Telefilm                                                                                     |
| 2006            | Half & Half                       | Franco              | Episodio: "The Big My Funny Valentine Episode"                                               |
| 2006            | Shut Up                           | Autoestopista       | Film                                                                                         |
| 2006            | Hot Tamale                        | Caesar Lopez        | Film                                                                                         |
| 2006            | That '70s Show                    | Indio               | Episodio: "We Will Rock You"                                                                 |
| 2006            | The War at Home                   | Policía             | Episodio: "Love Is Blind"                                                                    |
| 2007            | It's Always Sunny in Philadelphia | Rico                | Episodio: "The Gang Gets Whacked: Part 1"                                                    |
| 2008            | Psych                             | Jorge Gama-Lobo     | Episodio: "Lights, Camera... Homicidio"                                                      |
| 2009            | Desperate Housewives              | Umberto             | Episodio: "The Best Thing That Ever Could Have Happened"                                     |
| 2009            | Brothers                          | Jesus               | Episodio: "Mike's Comeback"                                                                  |
| 2009            | The Mentalist                     | Narcisco Rubrero    | Episodio: "Throwing Fire"                                                                    |
| 2011            | Melissa & Joey                    | Gustavo Carvallho   | Episodio: "Joe Versus the Reunion"                                                           |
| 2012            | Common Law                        | Tango Phil          | Episodio: "Soul Mates"                                                                       |
| 2012            | Retribution                       | Ray Martinez        | Telefilm                                                                                     |
| 2012            | K-11                              | Booking Sergeant    | Film                                                                                         |
| 2013            | Anger Management                  | Gonzalo             | Episodio: "Charlie's Dad Breaks Bad"                                                         |
| 2013-2014       | Devious Maids                     | Alejandro Rubio     | Papel recurrente, 13 episodios                                                               |
| 2014            | Baby Daddy                        | Javier              | Un episodio: "Strip or Treat"                                                                |
| 2015-2016       | Z Nation                          | Javier Vasquez      | Reparto principal (temporada 2) Invitado (temporada 3): 16 episodios                         |
| 2016            | The Originals                     | Gaspar Cortez       | Episodio: "An Old Friend Calls"                                                              |
| 2015-Actualidad | Power                             | Cristóbal           | Invitado (Temporada 2) Recurrente (Temporada 3) Main (Temporada 4) Desconocido (Temporada 5) |
| 2017            | The Personal Trainer              | Adam                | Film                                                                                         |
| 2023            | Mejor Navidad ¡Imposible!         | Valentino           | Film                                                                                         |